# Aulacidea abdominalis
Aulacidea abdominalis är en stekelart som först beskrevs av Thomson 1877.  Aulacidea abdominalis ingår i släktet Aulacidea, och familjen gallsteklar. Arten är reproducerande i Sverige.